# Vicente Todolí
Vicente Todolí (Palmera, 1958) es un comisario de arte contemporáneo español que ha dirigido varios museos y centros de artes a nivel internacional, incluyendo la Tate Modern en Londres.

## Educación
Tras estudiar Historia del Arte en la Universidad de Valencia, Todolí realizó estudios de posgrado en la Universidad de Yale, entre 1981 y 1982, con una Beca Fulbright. Posteriormente estudió en la Universidad de la Ciudad de Nueva York e hizo una estancia en Museo Whitney Museo de Arte Estadounidense entre 1984 y 1985.

## Trayectoria pofesional
Todolí inició su carrera profesional en el Instituto Valenciano de Arte Moderno, donde ocupó el puesto de Comisario Jefe (1986-88) y después el de Director Artístico (1988-96). En 1996 fue elegido como el primer director de la Fundación de Serralves en Oporto, que abrió sus puertas al público por primera vez en 1999 y rápidamente se situó como uno de los centros de arte contemporáneo de mayor prestigio a nivel internacional y el museo más visitado en Portugal.
Su nombramiento como director de la Tate Modern se anunció en 2002 y ocupó dicho cargo desde 2003 hasta que lo dejó en 2010. Tras siete años en el IVAM, otros siete en Serralves y otros siete más al frente de la Tate, en la nota de prensa en la que anunciaba su dimisión Todolí mostraba la intención de tomarse un tiempo de descanso.
Tras dicho anuncio, el diario The Guardian publicó una editorial alabando su labor y afirmando que su curiosidad, ingenio, rigor y pasión le hacían un modelo a seguir para quien ocupasen ese puesto en el futuro.
Algunas de las exposiciones más importantes que organizó en la Tate Modern estuvieron dedicadas a Wassily Kandinsky (2006); Josef Albers y László Moholy-Nagy (2006); Salvador Dalí (2007); Marcel Duchamp, Man Ray y Francis Picabia (2008); Alexander Rodchenko y Liubov Popova (2009); y Theo van Doesburg (2010).
En 2012, Todolí se convirtió en el director artístico de la galería HangarBicocca de la Fundación Pirelli, en Milán, donde ha comisariado exposiciones de artistas como, por ejemplo, Cildo Meireles (2014), Juan Muñoz (2015), Carsten Höller (2016) , Kishio Suga (2016-17), Miroslaw Balka (2017) o Mario Merz (2018-19).
Pasó a formar también del patronato de la Fundació Per Amor a l'Art, que empezó a construir una colección de arte contemporáneo en 2010 bajo su dirección y abrió el Bombas Gens Centre d'Art en Valencia en 2017. En 2003, Todolí se convirtió en miembro de la Comisión Asesora de Artes Plásticas de la Fundación Botin y en 2011 en presidente de dicha comisión.
Algunos de los premios y reconocimientos que ha recibido incluyen el nombramiento como Caballero de la Orden de las Artes y la Letras (Francia), la medalla de la Orden de Santiago de la Espada (Portugal) o un doctorado honoris causa por la Universidad Politécnica de Valencia (España).

## Preservación de la biodiversidad
En 2012 estableció la Todolí Citrus Fundaciò en su lugar de nacimiento, Palmera (Valencia) para preservar la diversidad genética de los cítricos y el patrimonio cultural en torno estos árboles, mediante una huerta con más de 400 variedades. La decisión de poner en marcha la fundación tuvo lugar durante un viaje a Perpiñán con su amigo, y mundialmente conocido chef, Ferran Adrià, en el que visitaron una colección privada con 80 variedades de cítricos cultivados en macetas. Además de la huerta, la fundación cuenta también con un laboratorio gastronómico, una biblioteca y un museo etnobotánico.